# دکترین آدای
دکترین آدای (انگلیسی: Doctrine of Addai) یک متن مسیحیت سریانی است که در اواخر قرن چهارم یا اوایل قرن پنجم میلادی نوشته شده‌است. این کتاب افسانه تصویر ادسا و همچنین آثار افسانه ای آدای و شاگردش ماری در بین‌النهرین را بازگو می‌کند.